# Mary Daly
Mary Daly (16. listopada 1928 - 3. siječnja 2010. ) bila je američka radikalna feministička filozofkinja, akademkinja i teologinja. Daly, koja je samu sebe opisala kao "radikalnu lezbijsku feministkinju" predavala je trideset i tri godine na isusovačkom koledžu u Bostonu. Umirovila se 1999. godine, nakon što je prekršila sveučilišne politike odbivši dopustiti muškim studentima pohađanje kolegija iz naprednih ženskih studija. Dopuštala je muškim studentima pohađanje uvodnog kolegija ženskih studija te privatno podučavala one koji su htjeli pohađati naprednu nastavu.

## Život i obrazovanje
Mary Daly rođena je 1928. godine u Schenectadyju u New Yorku, kao jedinica iz obitelji domaćice i trgovca, irskih katolika. U ranom djetinjstvu, Daly je proživjela mistična iskustva koja je opisala kao osjećaj prisutnosti božanskog u prirodi. 
Daly je doktorirala tomističku teologiju i srednjevjekovnu filozofiju na Sveučilištu u Fribourgu (Švicarska), te religijske studije na Sveučilištu St. Mary.

## Karijera
Daly je predavala teologiju, feminističku etiku i studije patrijarhata na Fakultetu u Bostonu od 1967. do 1999. godine.
Prvi put su joj zaprijetili otkazom nakon što je objavila svoju prvu knjigu, Crkva i drugi spol (1968.). Međutim, kao rezultat podrške studentskog tijela i šire javnosti, Daly je ipak ostala na fakultetu.
Mary Daly odbijala je primiti muške studente na neke od kolegija koje je predavala na Bostonskom fakultetu, što je rezultiralo disciplinskim mjerama. Daly je tvrdila da prisutnost pripadnika muškog roda na nekim predavanjima koči raspravu. Bostonski je fakultet zauzeo službeno stajalište da su njeni postupci protivni Članku 9. Saveznog zakona koji zahtjeva od svih ustanova viskogog obrazovanja uključenost svih osoba u obrazovni program bez obzira na spol, kao i politikama nediskriminacije Sveučilišta koji inzistiraju na tome da svi kolegiji budu otvoreni studenticama i studentima.
1989. godine Mary Daly postala je suradnica Ženskog instituta za slobodu tiska.
Godine 1998. godine Centar za individualna prava, konzervativna zagovaračka grupa, podržala je tužbu za diskriminaciju dvaju studenata. I nakon ukora, Daly je radije izostala s nastave nego primila muške učenike. Posljedično, Bostonski fakultet oduzeo joj je pravo na podučavanje, pozivajući se na usmeni dogovor s Daly o odlasku u mirovinu.
Postignuta je povjerljiva izvansudska nagodba. Fakultet tvrdi da je Daly pristala otići s fakulteta, dok drugi smatraju da je bila prisiljena otići. Daly je izjavila kako je fakultet nanio nepravdu njezinim studenticama i studentima oduzevši joj pravo da slobodno poučava samo studentice. Svoj izvještaj o događajima dokumentirala je u knjizi Amazonska milost: prisjećanje hrabrosti na veliki grijeh (2006.).

## Djela
Daly je objavila niz djela, a najpoznatija je po svojoj drugoj knjizi, Poslije Boga Oca (1973). Poslije Boga Oca posljednja je knjiga u kojoj Daly Boga zaista smatra bitnom temom. U knjizi opisuje seksizam ne samo kao politički ili psihološki problem, već i kao inherentno teološki problem. U tom smislu, i ženska je revolucija opisana kao ontološka, duhovna revolucija, dio povijesti spasenja. Iako katolkinja, svoju sustavnu teologiju iznijela je po uzoru na protestantskog teologa Paula Tillicha. Često smatrano temeljnim djelom feminističke teologije, Posije Boga Oca njezin je pokušaj da objasni i prevlada androcentrizam u zapadnoj religiji. Knjiga je poznata je po razigranom stilu pisanja i pokušaju rehabilitacije "govora o Bogu", tako da isti ide ususret feminističkom pokretu, kritički se nadovezujući na pisanje egzistencijalističkih teologa kao što su Paul Tillich i Martin Buber.
U knjizi Gin/ekologija: metaetika radiklanog feminizma (1978), Daly raspravu vodi oko teze da su muškarci kroz povijest nastojali podčiniti žene. U knjizi napušta dosadašnja razmišljanja o povijesti patrijarhata i usredotočuje se na stvarne, postojeće prakse, koje prema njenom mišljenju, održavaju patrijarhat. Patrijarhat naziva religijom.
Knjige Pure Lust: Elemental Feminist Philosophy (1984.) i Websters' First New Intergalactic Wickedary of the English Language (1987.) istražuju alternativni jezik za objašnjenje procesa egzorcizma i ekstaze. U Wickedaryju Daly daje definicije i napjeve za koje kaže da ih žene mogu koristiti da se oslobode patrijarhalnog ugnjetavanja. Također istražuje etikete koje patrijarhalno društvo pripisuje ženama kako bi produžilo mušku dominaciju društvom. Daly je rekla da je uloga žena da otkriju oslobađajuću prirodu etiketa poput "baba", "vještica" i "luđakinja".
Dalyin rad nastavlja utjecati na feminizam i feminističku teologiju, kao i na razvoj koncepta biofilije kao alternative društvene nekrofilije. Bila je etička vegetarijanka i aktivistkinja za prava životinja. Gyn/Ecology, Pure Lust, i Websters'  First New Intergalactic Wickedary podržavaju anti vivisekciju i borbu protiv korištenja krzna životinja.  Daly je bila članica savjetodavnog odbora Feminists For Animal Rights.
Daly je stvorila vlastitu teološku antropologiju zasnovala na pitanju što znači biti žena. Stvorila je misaonu praksu koja razlikuje svijet lažnih slika koje stvaraju opresiju i svijet zajedništva u pravom bitku.